# Photosensibilisation

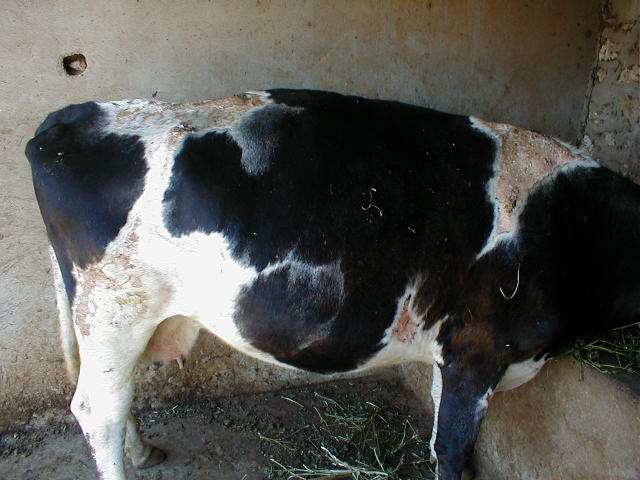
Lésions des parties blanches de la peau d'une vache pie-noire par photosensibilisation.

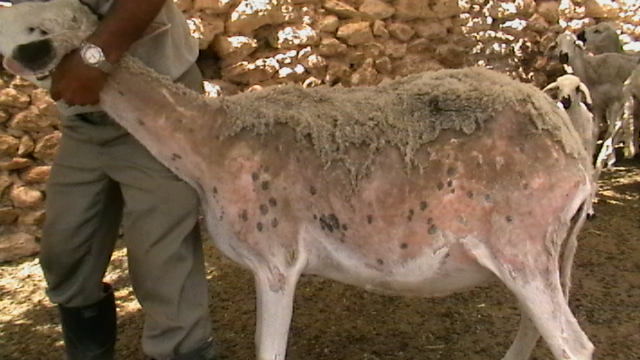
Perte de poils et taches sur la peau d'une brebis

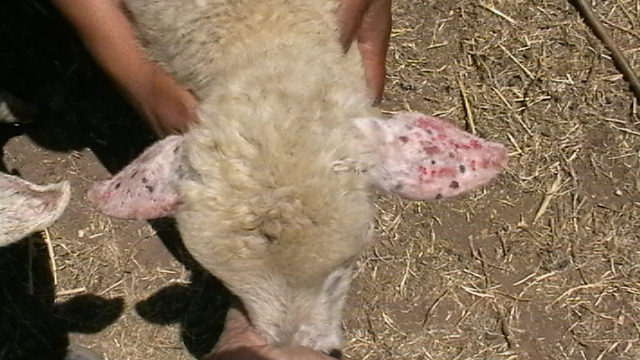
Photosensibilisation due à Hypericum tomentosum chez un agneau, avec ici lésions (en phase de guérison) sur la face supérieure des oreilles, exposées au soleil

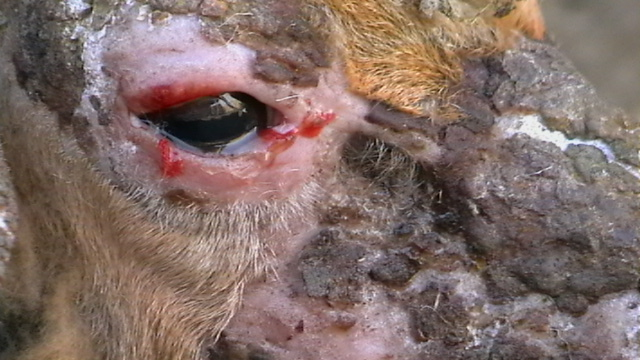
Photosensibilisation de la peau de la tête due à Hypericum tomentosum chez une chèvre

La photosensibilisation est une sensibilisation de la peau, surtout ses parties peu pigmentées, qui a une réaction anormale à la lumière solaire à la suite de l'absorption de certains végétaux ou substances appelés photosensibilisants.

## Types de photosensibilisation

### Photosensibilisation type I

#### Principe
Une substance photosensibilisatrice exogène absorbe les rayons lumineux dans le derme et réagit par fluorescence. L'énergie dégagée est transmise aux atomes d'oxygène environnants qui deviennent réactifs et oxydent les constituants tissulaires présents.
Les substances photosensibilisantes n'exercent donc leur action que si la peau est exposée à la lumière.

#### Substances photosensibilisatrices
De nombreux agents dits photosensibilisants peuvent induire divers problèmes dermatologiques. Il peut s'agir de médicaments et de produits chimiques d'origine industrielle, mais un grand nombre de plantes sauvages et cultivées produisent des substances photosensibilisantes.
- Beaucoup de plantes très communes de la famille des Apiacées (ombellifères), notamment la berce commune et la berce du Caucase, le panais sauvage et même la carotte sauvage, et les parties vertes de diverses plantes potagères de cette famille (céleri, carotte, panais, fenouil, persil, angélique), contiennent à des degrés divers des furocoumarines, substances causant des irritations et des brûlures par contact de leur sève avec la peau et après exposition au soleil. Classiquement chez l'homme, on observe une irritation ou brûlure des jambes après avoir marché dans les près, où sur les mains et les bras après avoir cueillis ces plantes (voire aussi dermite des prés). Les cultivateurs maraichers sont facilement touchés après la récolte de céleri ou de carottes à la main sans protection. De nombreuses plantes de cette famille sont très appétissantes et nourrissantes pour le bétail, et d'ailleurs cultivées comme plantes fourragères. Certains animaux domestiques avec une peau claire et un pelage pas suffisamment couvrant, et donc non suffisamment protégés du soleil, peuvent être affectés autour de la bouche après avoir consommé les feuilles et tiges de ces plantes à l'état frais, ou sur d'autres parties du corps après un contact important avec ces plantes.
- Les Millepertuis (Hypericum sp., comme Hypericum perforatum et Hypericum tomentosum) produisent de l'hypéricine, substance photosensibilisante présente dans toute la plante, et particulièrement dans les fleurs en début de floraison. L'action est systémique, l'ingestion de la plante est suivie de la diffusion de la substance dans le corps par le sang, jusqu'à la peau qui devient ainsi beaucoup plus sensible aux rayonnements solaires, causant des brûlures.
- Le sarrasin est photosensibilisant, mais pas sa farine.

### Photosensibilisation type II
N'importe quelle plante peut être responsable d'une photosensibilisation de type II, mais l'animal doit être insuffisant hépatique. Cette insuffisance hépatique peut provenir d'une cholestase extrahépatique ou d'une hépatopathie par ingestion de plantes toxiques pour le foie.
Normalement, la chlorophylle accompagnant l'ingestion d'une plante est transformée en phylloérythrine par les bactéries commensales du tube digestif de l'animal. Cette molécule est ensuite absorbée par le foie. Si le foie est peu fonctionnel, la phylloérythrine n'est plus éliminée mais s'accumule dans le sang, notamment sous la peau. Là, elle est responsable d'un phénomène de sensibilisation aux UV.
Les lésions cutanées sont de type dermatite périvasculaire superficielle et nécrosante.

## Pronostic
Dans le cas de PHS I, le pronostic est favorable. Il est réservé pour une PHS II.

## Traitement
Soustraire au soleil et à la plante responsable en cas de photosensibilisation type I. Soins locaux des plaies : nettoyage et désinfection.